# Конусоголов шорсткий
Конусоголов шорсткий (Conocephalum salebrosum) — вид печіночників родини конусоголових (Conocephalaceae).

## Поширення
C. salebrosum зазвичай зустрічається по всій Північній Америці і зустрічається у вологих, затінених і вапнякових місцях існування. На відміну від Conocephalum conicum, C. salebrosum більш стійкий до висихання і може рости в місцях з меншою тінню. Росте в затінених або напівтінистих місцях існування у вологих або вологих умовах, часто на скельних поверхнях або тонкому ґрунті.